# Trasa koncertowa

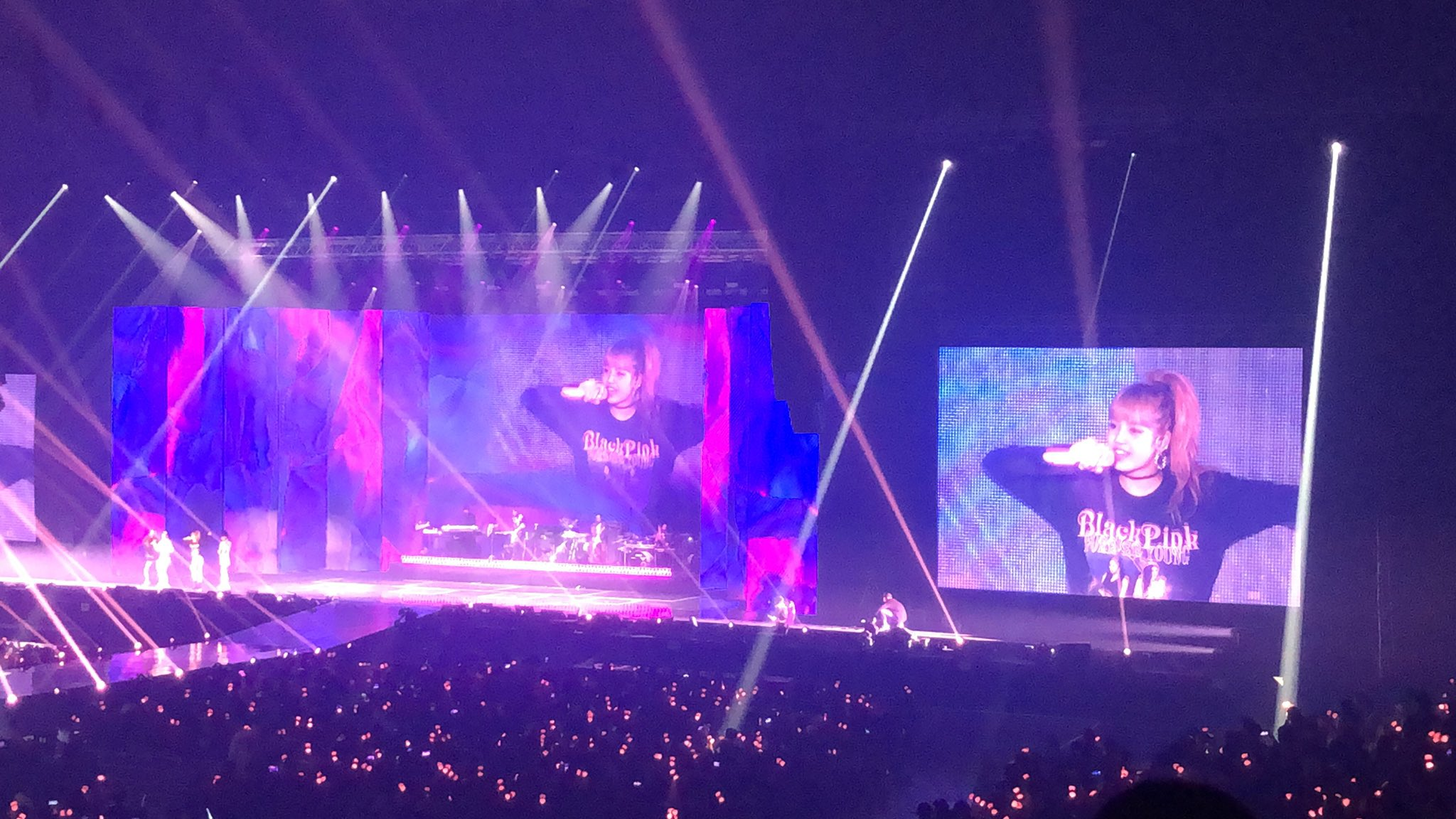
Fotografia wykonana podczas trasy koncertowej południowokoreańskiego girlsbandu Blackpink

Trasa koncertowa, także tournée – seria koncertów danego artysty lub zespołu muzycznego odgrywających się kolejno w różnych miastach. Wśród największych i najbardziej dochodowych tras znajdują się obecnie: trasa Eda Sheerana, U2, Guns N’ Roses, Taylor Swift, The Rolling Stones oraz Coldplay.